# Polypedates occidentalis
Polypedates occidentalis es una especie de anfibio anuro de la familia Rhacophoridae.

## Distribución geográfica
Esta especie es endémica del distrito de Thrissur (10° 5-23′ N, 76° 9-52′E), en el estado de Kerala, India.

## Publicación original
- Das & Dutta, 2006: New species of Polypedates (Anura: Rhacophoridae) from the Western Ghats, southwest India. Journal of Herpetology, vol. 40, p. 214–220.[4]